# II. třída okresu Benešov
II. třída okresu Benešov (Okresní přebor II. třídy) patří společně s ostatními druhými třídami mezi osmé nejvyšší fotbalové soutěže v Česku. Je řízena Okresním fotbalovým svazem Benešov. Hraje se každý rok od léta do jara se zimní přestávkou. Účastní se ji 14 týmů z okresu Benešov, každý s každým hraje jednou na domácím hřišti a jednou na hřišti soupeře. Celkem se tedy hraje 26 kol. Vítězem se stává tým s nejvyšším počtem bodů v tabulce a postupuje do I.B třídy Středočeského kraje - skupiny A. Poslední dva týmy sestupují do III. třídy okresu Benešov. Do II. třídy vždy postupuje vítězný tým z každé ze dvou skupin III. třídy (skupiny A a B).

## Vítězové
| Ročník    | Vítězný tým         |
| --------- | ------------------- |
| 2003/2004 | FK Trhový Štěpánov  |
| 2004/2005 | SK Olbramovice      |
| 2005/2006 | TJ Jawa Divišov     |
| 2006/2007 | TJ Jawa Divišov     |
| 2007/2008 | Sokol Maršovice     |
| 2008/2009 | SK Votice „B“       |
| 2009/2010 | SK Votice „B“       |
| 2010/2011 | SK Votice „B“       |
| 2011/2012 | TJ Jiskra Struhařov |
| 2012/2013 | TJ Sokol Miřetice   |
| 2013/2014 | TJ Jawa Divišov     |
| 2014/2015 | Sokol Maršovice     |
| 2015/2016 | TJ Sokol Neveklov   |
| 2016/2017 | TJ Jiskra Struhařov |
| 2017/2018 | TJ Sokol Neveklov   |
| 2018/2019 |                     |